# أندريه ريكاردو
أندريه ريكاردو هو لاعب كرة قدم برتغالي، ولد في 23 أغسطس 2000 في لشبونة في البرتغال.